# Zorocrates tequila
Espèce
Zorocrates tequila est une espèce d'araignées aranéomorphes de la famille des Zoropsidae.

## Distribution
Cette espèce est endémique du Mexique. Elle se rencontre au Jalisco, au Nayarit et en Oaxaca.

## Description
La femelle holotype mesure 6 mm.

## Étymologie
Son nom d'espèce lui a été donné en référence au lieu de sa découverte, Tequila.

## Publication originale
- Platnick & Ubick, 2007 : A revision of the spider genus Zorocrates Simon (Araneae, Zorocratidae). American Museum novitates, no 3579, p. 1-44 (texte intégral).